# دون كاربنتر (مهندس كهربائي)
دون كاربنتر (بالإنجليزية: Don Carpenter)‏ هو مهندس كهربائي أمريكي، ولد في 3 يناير 1928 في سبوكين في الولايات المتحدة، وتوفي في 5 فبراير 2019 في سانتا كروز في الولايات المتحدة.